# 플레쳐 마클

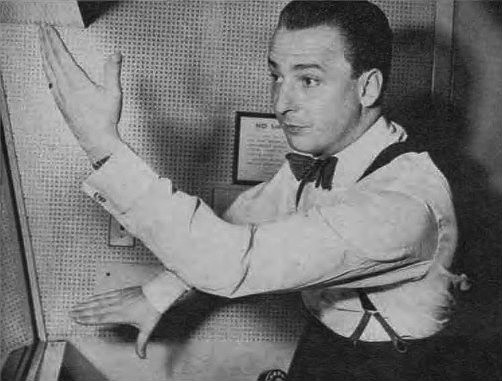

플레쳐 마클(Fletcher Markle, 1921년 3월 27일 ~ 1991년 5월 23일)은 미국의 배우, 각본가, 텔레비전 프로듀서, 텔레비전 감독, 영화 감독, 영화배우, 텔레비전 배우이다.
위니펙에서 태어났으며 패서디나에서 사망하였다.

## 영화
- 머나먼 여정 (1963년)
- 그라운드 포 매리지 (1951년)
- 스튜디오 원 (1948년)